# Relaciones Estados Unidos-Mozambique
Las relaciones Estados Unidos-Mozambique son las relaciones diplomáticas entre Estados Unidos y Mozambique.

## Historia
Las relaciones entre los Estados Unidos y Mozambique son buenas y están mejorando constantemente. Además de Madagascar, Mozambique fue el único país de África oriental involucrado en la importación de esclavos africanos a las Américas. En 1993, la ayuda de los Estados Unidos a Mozambique fue prominente, debido en parte a la emergencia significativa Ayuda alimentaria a raíz de la sequía de África meridional de 1991-93, pero más importante en apoyo del proceso de paz y reconciliación. Durante el proceso previo a las elecciones en octubre de 1994, los Estados Unidos sirvieron como un importante financiero y miembro de las comisiones más importantes establecidas para monitorear la implementación de los Acuerdos de Paz Generales de Roma. Estados Unidos es el mayor donante bilateral del país y desempeña un papel de liderazgo en los esfuerzos de los donantes para ayudar a Mozambique.
La Embajada de los Estados Unidos se inauguró en Maputo el 8 de noviembre de 1975, y el primer embajador de Estados Unidos llegó en marzo de 1976. En ese mismo año, Estados Unidos otorgó una subvención de $ 10 millones al Gobierno de Mozambique para ayudar a compensar la situación económica, costos de hacer cumplir las sanciones contra Rhodesia. Sin embargo, en 1977, en gran parte motivado por una preocupación por las violaciones derechos humanos, el Congreso de los Estados Unidos prohibió la provisión de ayuda para el desarrollo a Mozambique sin una certificación presidencial de que dicha ayuda estaría en los intereses de la política exterior de los Estados Unidos. Las relaciones afectaron a un nadir en marzo de 1981, cuando el gobierno de Mozambique expulsó a cuatro miembros del personal de la Embajada de los Estados Unidos. En respuesta, los Estados Unidos suspendieron los planes para brindar ayuda para el desarrollo y nombrar un nuevo embajador en Mozambique. Las relaciones entre los dos países languidecieron en un clima de estancamiento y mutua sospecha.

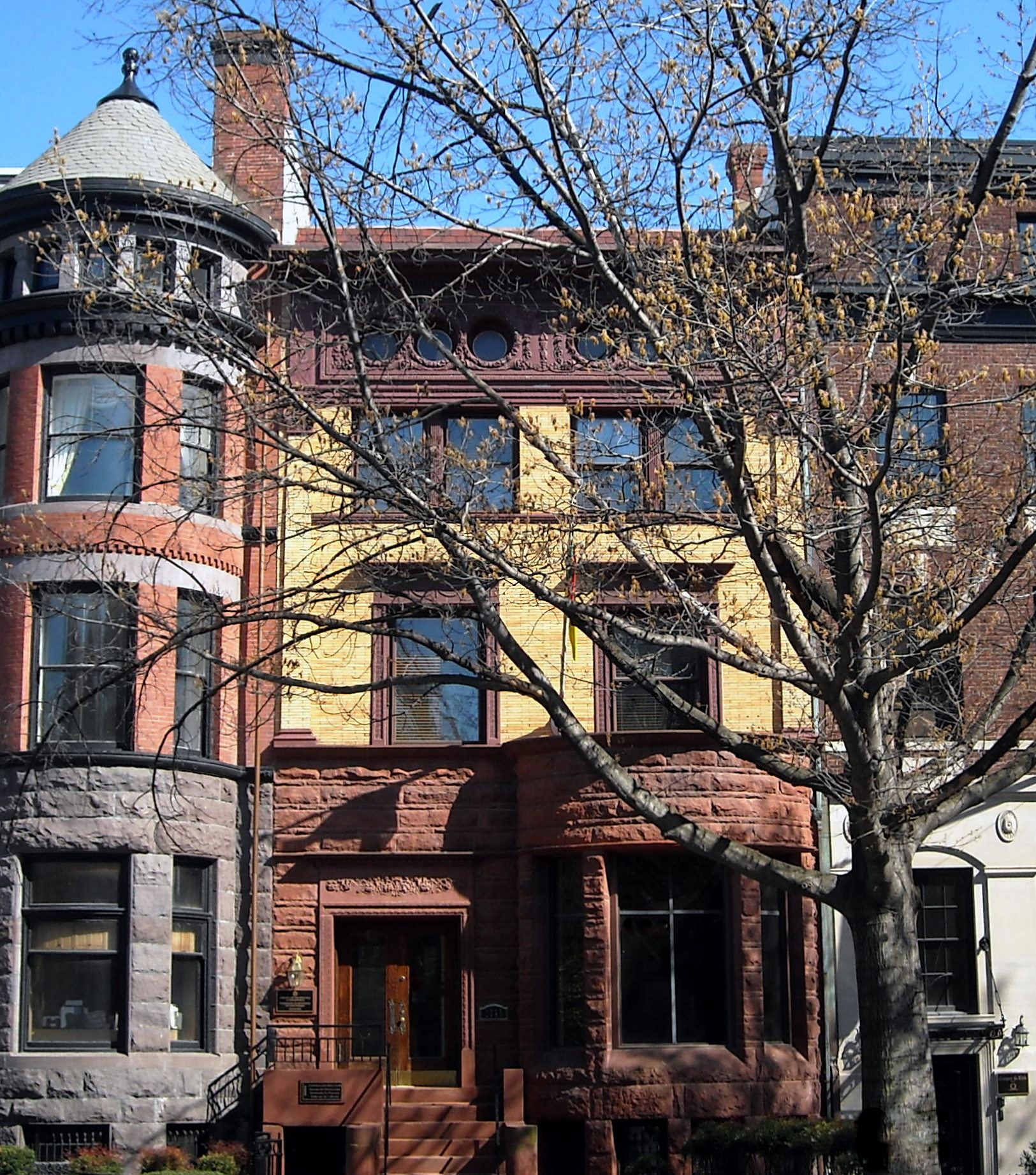
Embajada de Mozambique en Washington D. C.

Los contactos entre los dos países continuaron a principios de la década de 1980 como parte de los esfuerzos de resolución de conflictos de la administración estadounidense en la región. A fines de 1983, un nuevo embajador de los Estados Unidos llegó a Maputo, y el primer enviado de Mozambique a los Estados Unidos llegó a Washington, señalando un deshielo en la relación bilateral. Posteriormente, Estados Unidos respondió a la reforma económica de Mozambique y se apartó del abrazo de Moscú al iniciar un programa de ayuda en 1984. La Presidenta de Mozambique Samora Machel realizó una visita oficial de trabajo simbólicamente importante a los Estados Unidos en 1985, donde se reunió con los Estados Unidos. Presidente Ronald Reagan. Después de esa reunión, se estableció la misión de la Agencia de los Estados Unidos para el Desarrollo Internacional (USAID) y se inició una importante asistencia para los esfuerzos de reforma económica. El presidente Joaquim Chissano se reunió con el presidente George W. Bush en septiembre de 2003; anteriormente, se había reunido con los presidentes Reagan (octubre de 1987), Bush (marzo de 1990) y Bill Clinton (noviembre de 1998), y también con los secretarios de estado Colin Powell (febrero de 2002) y James Baker (julio de 1992). Desde que asumió el cargo en febrero de 2005, el presidente Armando Guebuza ha visitado los Estados Unidos en cinco ocasiones. En junio de 2005, el presidente Guebuza visitó Washington D. C. para participar en la mini cumbre del presidente Bush sobre África, junto con los líderes de Ghana, Namibia, Botsuana y Níger. Más tarde ese mes, asistió a la Cumbre Empresarial Consejo Corporativo para África (CCA) en Baltimore. El presidente Guebuza regresó en septiembre de 2005 para la Asamblea General de las Naciones Unidas en Nueva York y en diciembre de 2005 asistió al Cuarto Foro de Cooperación para el Desarrollo en el Centro Carter en Atlanta. En 2006, visitó Nueva York para asistir a la Asamblea General de la ONU, y en 2007 visitó Washington D. C. para la firma del contrato de Mozambique Millennium Challenge Corporation.

## Embajada
Los principales funcionarios de la Embajada de los Estados Unidos incluyen:
- Embajador - Leslie V. Rowe
- Encargado de negocios, a.i .-- Todd Chapman
- Director de la Misión de USAID — Todd Amani
- Oficial de Asuntos Públicos — Kristin Kane
- Agregado de Defensa — Teniente. Coronel John Roddy
- Director del Cuerpo de Paz — David Bellama
- Directora de los Centros para el Control de Enfermedades — Lisa Nelson
- Oficial de Gestión — Jeremey Neitzke
- Oficial de Seguridad Regional — Steve Jones
- Jefe económico / político — Matt Roth
- Oficial Consular — Sarah Horton

La Embajada de los Estados Unidos en Mozambique se encuentra en Maputo.